# Arbre fourchu
 (octobre 2012).
Si vous disposez d'ouvrages ou d'articles de référence ou si vous connaissez des sites web de qualité traitant du thème abordé ici, merci de compléter l'article en donnant les références utiles à sa vérifiabilité et en les liant à la section « Notes et références ».
L'arbre fourchu est une forme poétique française ancienne, ainsi nommée parce que les vers y étaient disposés de manière que les plus petits soient placés au milieu de la ligne, ce qui, à la rigueur, pouvait suggérer le tronc et les branches d'un arbre.

## Définition
C'est un poème de vers courts et de vers relativement longs, de manière que les uns figurent le tronc et les autres les branches d'un arbre. Voici un arbre fourchu tiré de « la Départie d'Amours » de Blaise d'Auriol. Il est en partie construit sur des rimes équivoques et comprend un refrain couronné, c'est-à-dire redoublé. Le refrain est facultatif :
Mort, de moy lotz

N'auras de los

Car tousjours es par mauvais motz mouvante.

Les logeis clos

Tu faiz desclos,

Et, plusieurs corps toy en maints clos clouante,

Sus les humains es de griefs trotz trouvante.

Avant les rotz

Gectes tes rotz

Et froids soupirs, dont es indoctz donante

A tous propos,

O Atropos;

Rude en tous faictz, par dards et croz crossante,

Sus les humains es de griefs trotz trouvante.

De maulx impostz

Mectz sans repos,

Tant qu'on te voit saiges et sotz soulante;

Tu ronges os,

Deffaiz les ostz,

Et, très cruelle, en ton cueur gros grongnante,

Sus les humains es de griefs trotz trouvante.

(auteur inconnu)